# Loray
Loray település Franciaországban, Doubs megyében. Lakosainak száma 636 fő (2022. január 1.). Loray La Sommette, Orchamps-Vennes, Plaimbois-Vennes, Vennes és Flangebouche községekkel határos.

## Népesség
A település népességének változása:
| Lakosok száma | 356  | 365  | 372  | 435  | 488  | 491  | 521  | 564  | 584  | 636  |
|               | 1968 | 1982 | 1990 | 2006 | 2013 | 2015 | 2017 | 2019 | 2020 | 2022 |